# Левассёр, Ирма
Ирма Левассёр (фр. Irma Levasseur, 18 января 1878 года — 5 января 1964 года) — первая франкоканадская женщина-доктор и основатель больниц в Монреале и Квебеке.

## Биография
Ирма Левассёр родилась и росла в Квебеке. Её отец был вынужден уйти из медицинской школы из-за финансовых проблем и был журналистом, солдатом, историком, музыкантом и политиком. Мать Ирмы, певица Мари-Анна Федора Веннер, ушла из семьи, когда Ирме было десять лет. После окончания школы Левассёр решила изучать медицину в университете Миннесоты (франкофонские университеты Квебека не принимали женщин). После 6 лет учёбы Ирма получила квалификацию врача и хирурга в 1900 году. Она проработала 2 года в Нью-Йорке с известной парой врачей — неврологом Мэри Джейкоби и её мужем педиатром Абрахамом Джейкоби .
Доктор Левассёр хотела работать в Квебеке, однако университет Лаваль отказался принимать женщину на курсы, которые были необходимы для врачебной практики в провинции Квебек. Ирма обратилась в Законодательный совет Квебека и получила медицинскую лицензию. Ирма Левассёр стала первой женщиной-франкофоном, зарегистрированной в качестве врача в провинции.
Несмотря на предубеждение против женщин-докторов, Левассёр смогла сделать заметную карьеру в своей области. Она открыла центр по уходу за новорождёнными в Монреале, в котором она и другие доктора принимали также незаконорождённых детей. Ирма провела два года в клиниках Франции и Германии, изучая педиатрию (последние достижения в бактериологии, иммунотерапии, вакцинацию). Во Франции она работала с доктором Мадлен Брес. Вернувшись в Монреаль, доктор Левассёр основала детскую клинику. При финансировании группы социально активных женщин она открыла в 1907 году медицинское учреждение, которое затем стало госпиталем Святого Жюстина. Оно стало первой франкофонской детской больницей в Канаде и положило начало педиатрии в Квебеке. Доктор Левассёр вернулась в США и работала в 1908—1914 и 1918—1920 годах в Городском совете по здравоохранению Нью-Йорка. Во время Первой мировой войны она была волонтёром в Сербии и помогала Красному кресту. В 1920-х годах Ирма вернулась в Квебек и занялась организацией ещё одной больницы для детей. Она была открыта в 1923 году.
Во время Второй мировой войны доктор Левассёр работала в комиссии по призыву. В 1950 году коллеги Ирмы устроили празднование золотого юбилея её карьеры, однако заслуги доктора в канадской педиатрии были неизвестны при её жизни. Когда Левассёр было около восьмидесяти лет, она была определена в госпиталь на восемь месяцев. Ирма Левассёр умерла 5 января 1964 года. Её вклад в детскую медицину был оценён в 1980 году, в честь доктора были названы аудитории, холм в Квебеке, павильон, улицы в Монреале и Квебеке, парк. Была учреждена стипендия имени Ирмы Левассёр, спонсируемая секретариатом Квебека.